# 팜 토미타

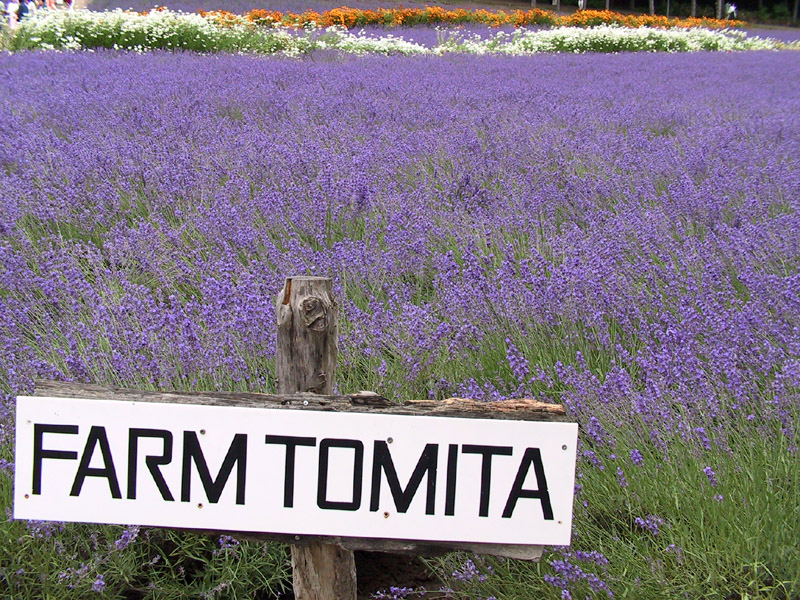
팜 토미타

팜 토미타(일본어: ファーム富田, 영어: Farm Tomita)는 일본 홋카이도 소라치군 나카후라노정에 있는 농장이다. 주로 라벤더를 중심으로 한 꽃을 특징으로, 봄부터 가을까지 개장한다. 원내에는 드라이 플라워를 사용한 가게과 자료관이 위치해 있으며 입장은 무료이다.
또한, 시설에 근처에 있는 도미타 멜론 하우스는 팜 도미타와는 전혀 관계 없다.

## 개요
팜 도미타에서는 약 15헥타르의 라벤더가 재배되고 있고, 그 외에도 다른 꽃도 재배된다. 꽃 밭은 각각 하나비토노하타(꽃사람의 밭), 사키와이노하타(요정의 밭), 봄의 색채, 가을의 색채, 전통적인 라벤더 밭 등으로 나뉘어있다. 4월부터 크로커스, 5월에는 수선화와 튤립, 6월에는 하마나스나 작약을 볼 수 있으며, 6월 하순에 라벤더가 핀다.

## 역사
1897년 홋카이도의 국유 미개지 처분법이 제정되어 혼슈에서 홋카이도로 이주해오는 사람들이 급증했다. 그 중 팜 도미타의 창립자였던 도미타 도쿠마도 있었다. 도미타 도쿠마는 1903년 홋카이도의 나카후라노초에서 개간을 시작했고, 이것이 농장의 유래가 된다.
도미타 도쿠마의 손자 도미타 타다오는 1953년 후라노 일대에서 라벤더 재배의 선구자였던 우에다 미이치의 라벤더 밭에 방문해, 1958년부터 향료용 라벤더 재배를 시작했다. 아내와 함께 일군 밭은 10아르에 이르렀다.

## 사진

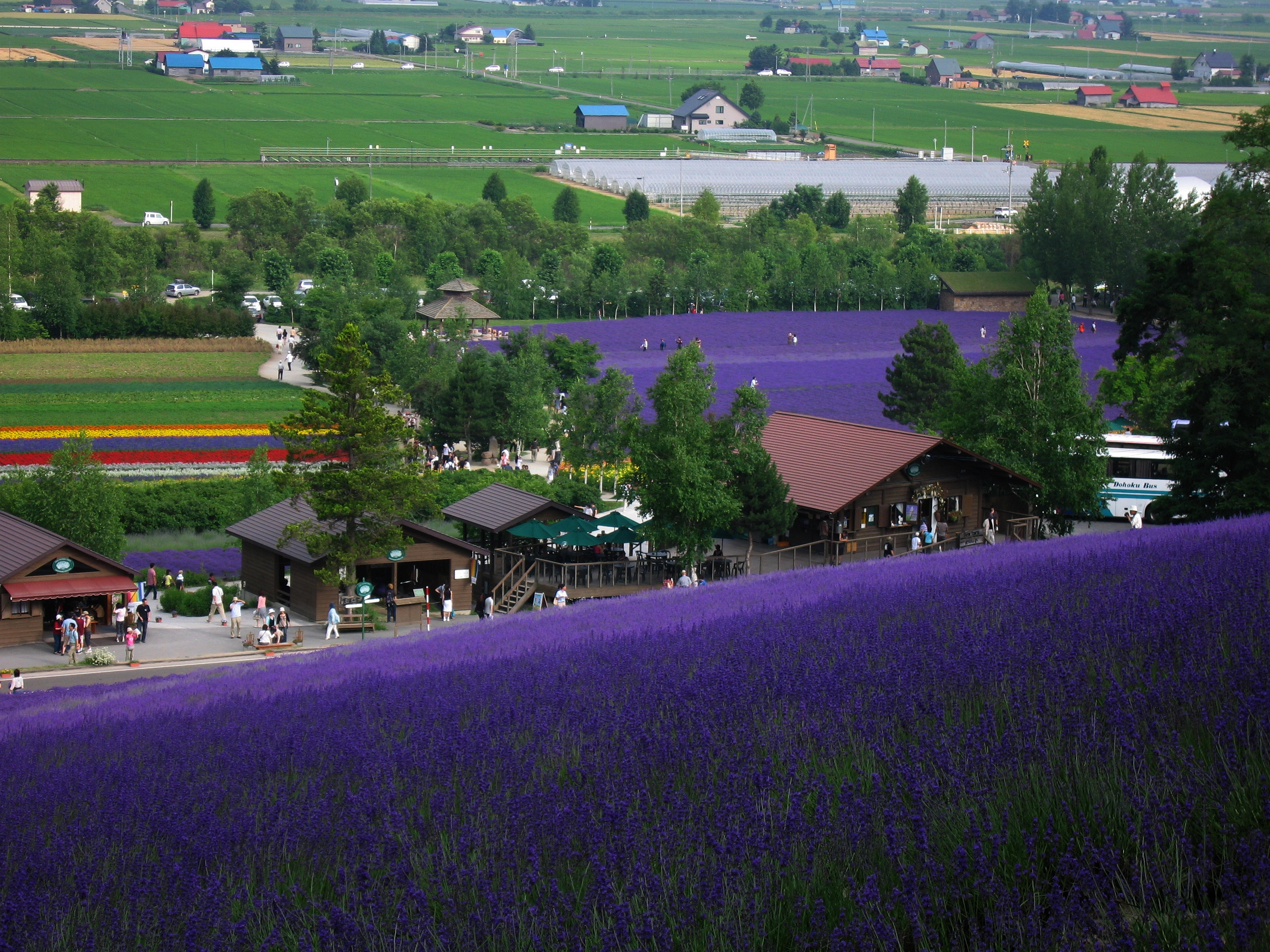
2005년 팜 도미타
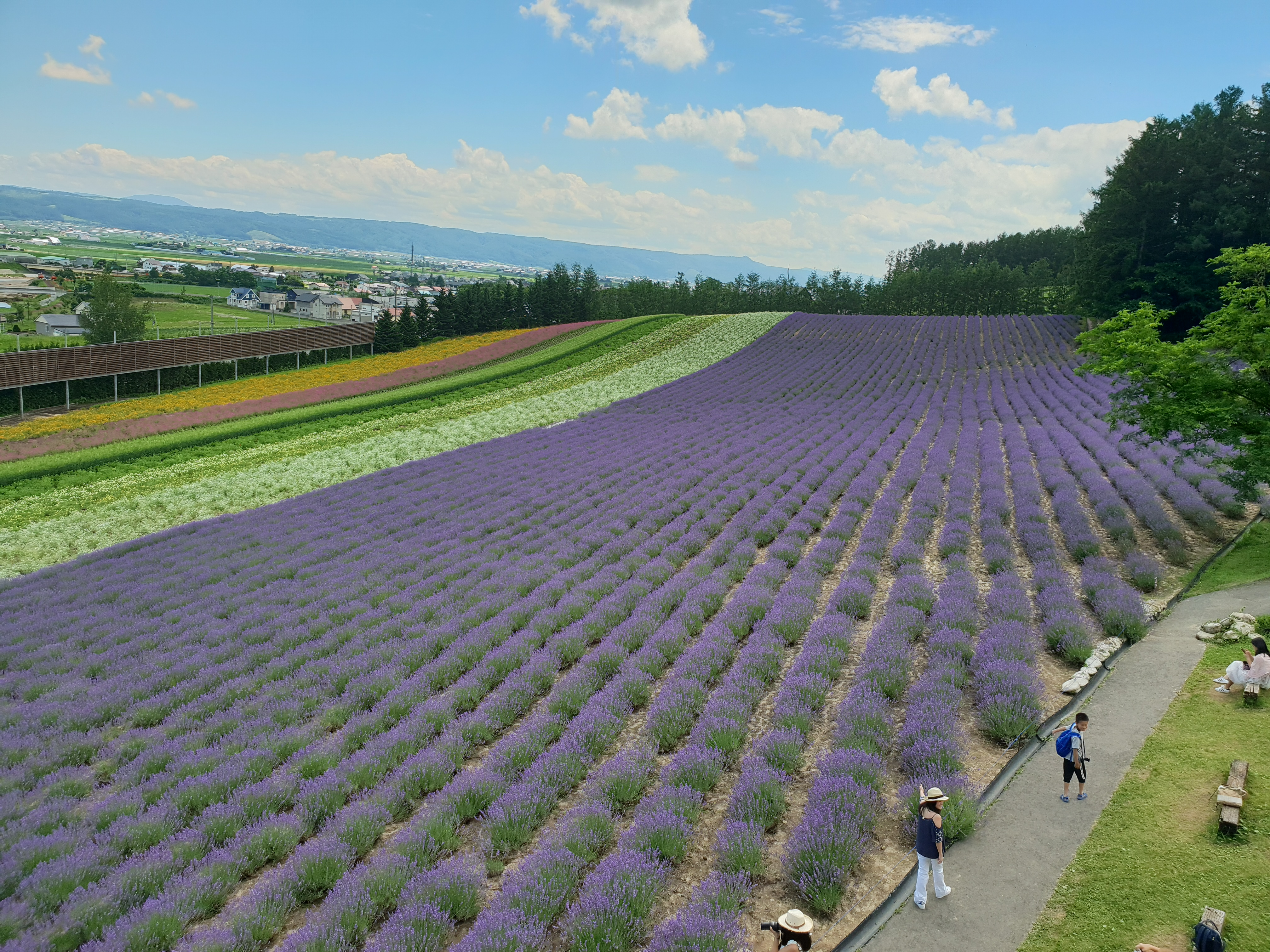
2018년 7월 팜 도미타
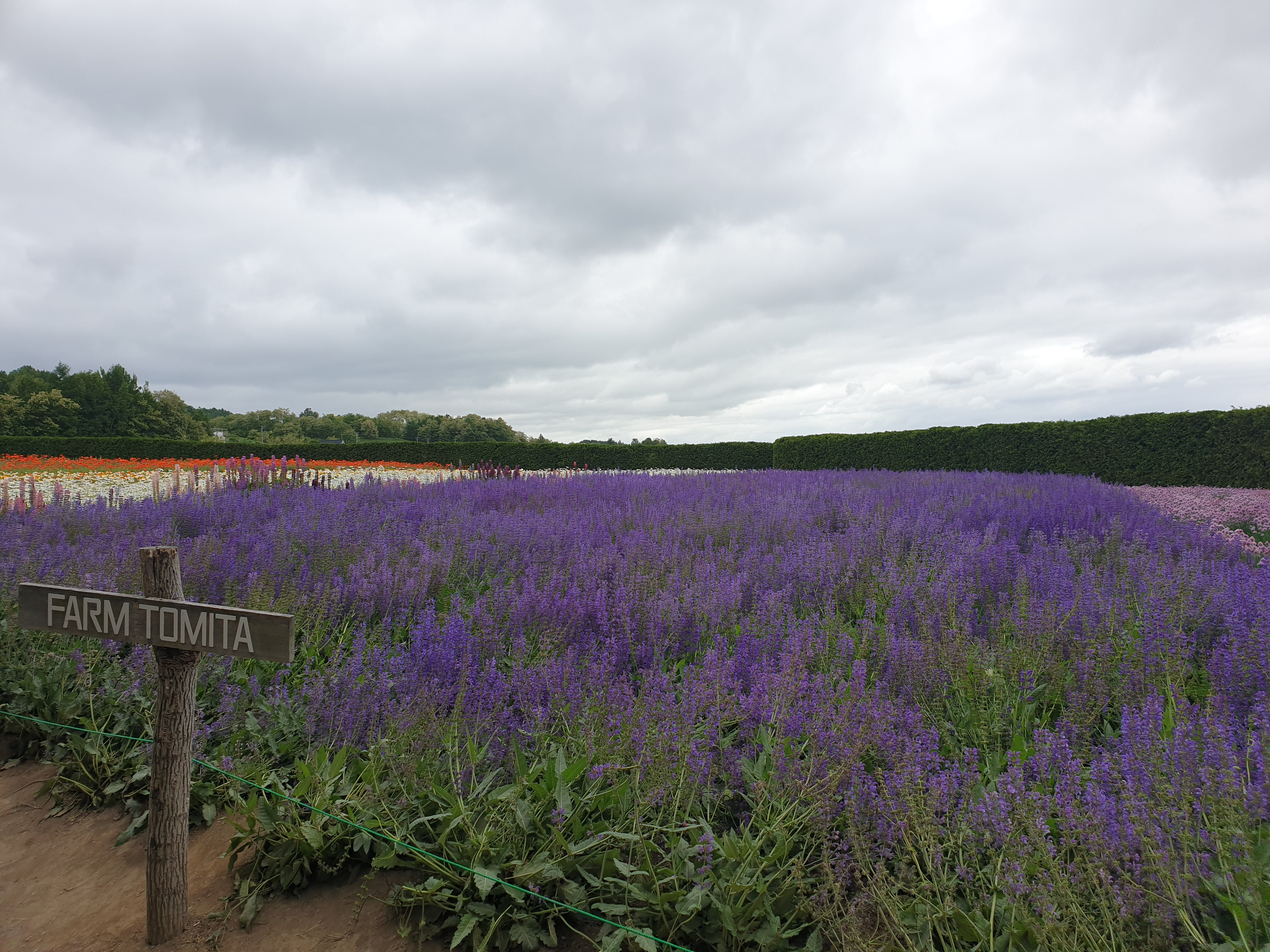
2019년 6월 팜 도미타